# Falácia do promotor
A falácia do promotor é uma falácia de raciocínio lógico de origem estatística. Esta falácia ficou conhecida por sua utilização errônea por promotoria, induzindo o júri a acreditar que a probabilidade de inocência pareça muito menor do que é efetivamente. Embora seja nomeada pelo seu uso por promotores, a falácia se generaliza para diversas situações além do direito penal.
A falácia no contexto de um promotor que questiona um perito se exemplifica por falas do tipo: “as chances de encontrar essa evidência em um inocente são tão pequenas que o júri pode desconsiderar com segurança a possibilidade de que esse réu seja inocente”.  A falácia ignora que as chances de um réu ser inocente, dadas as evidências encontrada são diferentes das chances de serem encontradas tais evidências dado que o réu é inocente.

## Conceito
Os termos "falácia do promotor" e "falácia do advogado de defesa" foram cunhados por William C. Thompson e Edward Schumann em 1987.
A falácia básica resulta de equívocos na compreensão de probabilidade condicional, além da negligência das probabilidades anteriores de um réu ser culpado antes da introdução da evidencia em questão. Um exemplo representativo é o que se segueː
Um promotor coleta evidência (por exemplo, a análise de DNA de um réu bate com o DNA da cena do crime) e um perito afirma que a probabilidade de encontrar essa evidência se o acusado fosse inocente é muito pequena. A falácia ocorre se for argumentado que, imediatamente a probabilidade de o acusado ser inocente é, também, muito pequena. Se a evidência de DNA for a única evidência contra o acusado. escolhido a partir de um grande banco de dados de perfis de DNA, as chances dos DNAs "baterem" aleatoriamente podem ser altas.  As probabilidades neste cenário não se relacionam com as chances de ser culpado, elas se relacionam com as chances de serem escolhidas aleatoriamente.

## Exemplos

### Probabilidade Condicional
Na falácia do argumento da raridade, diz-se que uma explicação para um evento observado é improvável porque a probabilidade anterior dessa explicação é baixa. Considere este caso: um ganhador da loteria é acusado de trapacear, baseado na improbabilidade de ganhar. No julgamento, o promotor calcula a probabilidade (muito pequena) de ganhar na loteria sem trapacear e argumenta que essa é a chance do réu ser inocente inocência.  A falha lógica é que o promotor não conseguiu explicar o grande número de pessoas que jogam na loteria. Enquanto a probabilidade de qualquer pessoa singular ganhar é bastante baixa, a probabilidade de qualquer pessoa ganhar na loteria, dado o número de pessoas que a jogam, é muito alta.

## Analise matemática
Determinar se um indivíduo é inocente ou culpado pode ser visto em termos matemáticos como uma forma de classificação binária .  Se E é a evidência observada, e I significa que "acusado é inocente" então considere as probabilidades condicionais :
- P ( E | I ) é a probabilidade de que a "evidência condenatória" seja observada mesmo quando o acusado é inocente (um "falso positivo" ).
- P ( I | E ) é a probabilidade de o acusado ser inocente, apesar da evidência E.

Supondo que a evid̃ência forense indica P (E | I ) é minúsculo. O promotor erroneamente conclui que P ( I | E ) é relativamente pequeno. (A promotoria do caso de Lucia de Berk é acusada de exatamente este erro, por exemplo). Na verdade , P ( E | I ) e P ( I | E ) são bem diferentes; usando o teorema de Bayes :
{\displaystyle P(I|E)=P(E|I)\cdot {\frac {P(I)}{P(E)}}}
Onde:
- P(I) é a probabilidade de inocência independente do resultado do teste (ou seja, de todas as outras evidências ) e
- P(E) é a probabilidade prévia de que as evidências sejam observadas (independentemente da inocência).

Esta equação mostra que um pequeno{\displaystyle P(I|E)} não implica um pequeno P(E | I)) no caso de um grande  {\displaystyle P(I)}P (I) e um pequeno {\displaystyle P(E)}.  Isto é, se o acusado é provavelmente inocente (considerando somente as outras evidências) é improvável que alguém (culpado ou inocente) exiba a evidência observada.
Observe que
{\displaystyle P(E)=P(E|I)\cdot P(I)+P(E|\sim I)\cdot [1-P(I)]}
- P ( E | ~I ) é a probabilidade de que a um culpado realmente desse origem a essa evidência (não dê um falso negativo ).  Isso geralmente é próximo a 100%, aumentando ligeiramente a inferência de inocência.  Essa desigualdade é concisamente expressa em termos de chances :

O promotor está alegando uma chance insignificante de inocência, dada a evidência, implicando em Odds ( I | E ) -> P ( I | E ), ou que:
Um promotor em conflito com P ( I | E ) com P ( E | I ) comete um erro técnico sempre que Odds ( I ) >> 1.  Isso pode ser um erro inofensivo se P ( I | E ) ainda for insignificante, mas em outros casos, pode ser muito enganoso (confundindo baixa significância estatística com alta confiança).

## Impacto jurídico
Embora a falácia do promotor geralmente aconteça por engano, em sistemas de advogados adversariais, os advogados geralmente têm liberdade para apresentar evidências estatísticas da forma que melhor se adequem a seus casos. Recurso e reabertura de julgamentos são mais comumente o resultado da falácia do promotor no testemunho de perito ou no resumo do juiz.

## A falácia do advogado de defesa
Suponha que haja uma chance de um em um milhão de um DNA "bater" com o do crime, sendo o acusado é inocente. O promotor diz que isso significa que há apenas uma chance em um milhão de inocência. Mas se todos em uma comunidade de 10 milhões de pessoas forem testados, espera-se que 10 correspondam, mesmo que todos sejam inocentes. A falácia da defesa seria raciocinar que "10 partidas eram esperadas, então o acusado não tem mais probabilidade de ser culpado do que qualquer das outras partidas, então a evidência sugere 90% de chance de que o acusado seja inocente". e "Como tal, essa evidência é irrelevante".  A primeira parte do raciocínio estaria correta apenas no caso em que não houvesse mais evidências apontando para o réu. Na segunda parte, Thompson & Schumann escreveu que a evidência ainda deve ser altamente relevante porque "restringe drasticamente o grupo de pessoas que são ou poderiam ter sido suspeitas, embora não tenham conseguido excluir o acusado" (página 171).  Outra maneira de dizer isso seria apontar que o cálculo do advogado de defesa não levou em conta a probabilidade anterior de culpa do réu. Se, por exemplo, a polícia apresentasse uma lista de 10 suspeitos, todos com acesso à cena do crime, seria muito ilógico sugerir um teste com uma chance de um em um milhão de bater. Um jogo mudaria a probabilidade anterior do réu de 1 em 10 ou 10 por cento para 1 em 10 ou 10 por cento.  A probabilidade de o teste corresponder a um dos outros 9 suspeitos pode ser calculada como:
1 - ((1 - 1/1000000) ^ 9) ou aproximadamente 0,0009%, por outro lado, a probabilidade de culpa do arguido aumentou da probabilidade anterior de 10% (1 em 10 suspeitos) para 99,9991% com base na teste.

### Possíveis exemplos de argumentos de defesa falaciosos
Os autores citaram argumentos de defesa no julgamento do assassinato de OJ Simpson como um exemplo dessa falácia em relação ao contexto em que o acusado foi levado à corte: sangue de cena de crime bateu com características do DNA de Simpson compartilhadas por 1 em 400 pessoas.  A defesa argumentou que um estádio de futebol poderia ser lotado com moradores de Los Angeles correspondentes à amostra, tornando a figura de 1 em 400 era inútil.
Também no julgamento do assassinato de OJ Simpson, a promotoria apresentou evidências de que Simpson havia sido violento contra sua esposa, enquanto a defesa argumentava que havia apenas uma mulher assassinada por cada 2.500 mulheres que foram submetidas a abuso conjugal e que o histórico de violência Simpson contra sua esposa era irrelevante para o julgamento. No entanto, o raciocínio por trás do cálculo da defesa era falacioso.  Segundo o autor Gerd Gigerenzer, a probabilidade correta tem que levar em consideração que a esposa de Simpson não só foi submetida à violência doméstica, mas sujeita à violência doméstica e assassinada. Gigerenzer escreve "as chances de que um agressor realmente assassinou seu parceiro, uma vez que ela foi morta, é de cerca de 8 em 9 ou aproximadamente 90%".  Enquanto a maioria dos casos de abuso conjugal não termina em assassinato, a maioria dos casos de assassinato do cônjuge tem um histórico de abuso conjugal.

## O caso Sally Clark
Sally Clark, uma britânica, foi acusada em 1998 de ter matado seu primeiro filho com 11 semanas de idade e seu segundo filho com 8 semanas de idade. A promotoria utilizou com perito Sir Roy Meadow, professor e pediatra, que testemunhou que a probabilidade de duas crianças na mesma família que morrem de SIDS é de cerca de 1 em 73 milhões. Isso foi muito menos frequente do que a taxa real medida em dados históricos, devido ao erro de Meadow ao assumir de que a probabilidade de casos de SIDS entre dois irmãos não seriam correlacionados (ou seja, que a chance da segunda criança ter SIDS não se alterava depois de se conhecer o destino da primeira).
Meadow reconheceu que 1 em 73 milhões não é uma impossibilidade, mas argumentou que tais acidentes aconteceriam "uma vez a cada cem anos" e que, em um país de 15 milhões de famílias de dois filhos, é muito mais provável que duplo mortes decorram de síndrome de Münchausen por procuração do que a um acidente tão raro. No entanto, há boas razões para supor que a probabilidade de uma morte por SIDS numa família é significativamente maior se uma criança anterior já tiver morrido nestas circunstâncias (uma predisposição genética para SIDS invalidaria a premissa de independência estatística ) tornando algumas famílias mais suscetíveis a SIDS e o erro um resultado da falácia ecológica.  A probabilidade de duas mortes por SIDS na mesma família não pode ser estimada de maneira precisa, ao se quadrar a probabilidade de uma única morte desse tipo em todas as famílias semelhantes.
O cálculo da chance de 1 em 73 milhões subestimou muito a probabilidade de dois acidentes sucessivos, mas, mesmo que essa avaliação fosse correta, o tribunal não percebeu que o número de 1 em 73 milhões não significava nada por conta própria. Sendo essa uma probabilidade a priori , deveria ter sido ponderada, também, as probabilidades a priori das alternativas. Dado que duas mortes ocorreram, uma das seguintes explicações deve ser verdadeira, e todas elas são a priori extremamente improváveis:
1. Duas mortes sucessivas na mesma família, ambas por SIDS
2. Homicídio duplo (o caso da promotoria)
3. Outras possibilidades (incluindo um homicídio e um caso de SIDS)

Durante o julgamento, não ficou claro se foi feita uma estimativa para a segunda possibilidade, nem que tenham percebido que comparação das duas primeiras probabilidade era a estimativa-chave a ser feita na análise estatística que avalia o caso da promotoria contra a inocência.
A Sra.  Clark foi condenada em 1999, resultando em um comunicado de imprensa da Royal Statistical Society, que apontou os erros estatísticos.
Em 2002, Ray Hill (professor de matemática em Salford) tentou comparar com precisão as chances dessas duas explicações possíveis; ele concluiu que os acidentes sucessivos são entre 4,5 e 9 vezes mais prováveis do que os sucessivos assassinatos, de modo que as probabilidades a priori da culpa de Clark eram entre 4,5 a 1 e 9 contra 1.
Quando foi descoberto que o patologista forense que havia examinado ambos os bebês havia retido evidências ilibatórias, uma corte superior mais tarde anulou a condenação de Sally Clark, em 29 de janeiro de 2003.
Sally Clark era uma advogada praticante antes da condenação. Após os três anos de prisão, ela desenvolveu uma série de problemas psiquiátricos graves, incluindo dependência séria de álcool, e morreu em 2007 devido a intoxicação alcoólica aguda.